# 毛頜鮟鱇
毛頜鮟鱇為輻鰭魚綱鮟鱇目棘茄魚亞目奇鮟鱇科的其中一種，為深海魚類，分布於中東太平洋及大西洋熱帶海域，棲息深度0-4000公尺，體長可達7.7公分，生活習性不明，不具任何經濟價值。